# Víctor Loyola
Víctor Jesús Alfredo Loyola Pando (Santiago, Chile, 22 de junio de 1981) es un exfutbolista chileno. Jugaba de guardameta y a veces como delantero, en diversos clubes del fútbol profesional de Chile.

## Trayectoria
Comenzó su carrera deportiva en Colo-Colo, siendo cedido por el año 2001 a Unión Española, en donde defendió el arco hispano por 15 partidos.Volvió de su préstamo al cuadro albo en 2002, saliendo campeón del Torneo de Clausura y jugando la Copa Libertadores 2003. Alternó en el equipo albo hasta 2005, siendo recordado por atajar un penal a Johnny Herrera en un superclásico amistoso jugado en Chillán que le dio el triunfo a Colo-Colo.
Posteriormente jugó en Deportes Puerto Montt y Audax Italiano, jugando en este último club la Copa Sudamericana 2007.
El 25 de noviembre de 2009 anotó el 1-2 a Audax Italiano en el último minuto, gol que finalmente les dio la clasificación a semifinales del Clausura 2009, partido en el que entró como delantero central en el minuto 90, a pedido de él mismo al entonces DT Juan Antonio Pizzi, metiendo un gol de cabeza tal como si toda la vida hubiera sido delantero.
Demostrando nuevamente su faceta goleadora, pero esta vez subiendo al área contraria como arquero (no ingresando como delantero), le anotó un gol a Cobreloa en el minuto 90, dándole el empate a Santiago Morning el 22 de mayo de 2011 en la última fecha del Torneo de Apertura.
En su faceta de delantero del club bohemio fue autor del primer tanto de su equipo en la victoria 2-1 sobre Colo-Colo, el 15 de junio, en un duelo amistoso disputado en el estadio Monumental.
Su tercer gol jugando como delantero desde que el técnico Fernando Díaz lo confirmó en esa posición anotó el 10 de julio. Lo hizo en la igualdad como visita 1-1 de Santiago Morning ante Unión San Felipe, en un duelo válido por la Copa Chile, sumando dos goles como atacante, pues le había anotado a Municipal La Pintana, también por Copa Chile.
Tras graves problemas físicos en su columna, deja la actividad. A mediados del año 2012, comienza una carrera como entrenador, dirigiendo al equipo de fútbol del Colegio Palmarés de Quilicura.

## Clubes
| Club                      | País  | Año         |
| ------------------------- | ----- | ----------- |
| Colo-Colo                 | Chile | 2000 - 2005 |
| → Unión Española (cedido) | Chile | 2001        |
| Deportes Puerto Montt     | Chile | 2005        |
| Santiago Morning          | Chile | 2006        |
| Audax Italiano (Cedido)   | Chile | 2007        |
| Santiago Morning          | Chile | 2008 - 2009 |
| Cobreloa (cedido)         | Chile | 2010        |
| Santiago Morning          | Chile | 2011        |

## Palmarés
| Título           | Club      | País  | Año    |
| ---------------- | --------- | ----- | ------ |
| Primera División | Colo-Colo | Chile | 2002-C |